# Joe Flacco
Joseph Vincent "Joe" Flacco (født 16. januar 1985 i Audubon, New Jersey, USA) er en amerikansk footballspiller, der spiller i NFL som quarterback for New York Jets. Flacco blev valgt i første runde af draften i 2008.
Flacco var i 2013 med til at vinde Super Bowl XLVII med Ravens.

## Klubber
- 2008-: Baltimore Ravens